# Battenberg (Pfalz)
Pour les articles homonymes, voir Battenberg.
Battenberg (Pfalz) est une municipalité allemande située dans le land de Rhénanie-Palatinat et l'arrondissement de Bad Dürkheim.